# Aigneville
Aigneville (picardisch: Aingville) ist eine nordfranzösische Gemeinde mit 904 Einwohnern (Stand 1. Januar 2022) im Département Somme in der Region Hauts-de-France. Die Gemeinde liegt im Arrondissement Abbeville und ist Teil der Communauté de communes du Vimeu und des Kantons Gamaches.

## Geographie
Die Gemeinde liegt im Vimeu rund vier Kilometer südlich von Feuquières-en-Vimeu. Zu ihr gehören die Ortsteile Hocquélus im Westen und Courcelles im Osten.

## Toponymie und Geschichte
Der Name der Gemeinde, in der Spuren einer gallo-römischen Villa gefunden wurden und die von der der Abtei Corbie unterstehenden Kastellanei Maisnières abhängig war, wird vom lateinischen agni villa (Landgut der Lämmer) abgeleitet.

## Einwohner
| 1962 | 1968 | 1975 | 1982 | 1990 | 1999 | 2006 | 2011 | 2020 |
| ---- | ---- | ---- | ---- | ---- | ---- | ---- | ---- | ---- |
| 624  | 663  | 658  | 630  | 635  | 658  | 799  | 842  | 899  |

## Verwaltung
Bürgermeister (maire) ist seit 2008 Michel Dequevauviller.

## Sehenswürdigkeiten

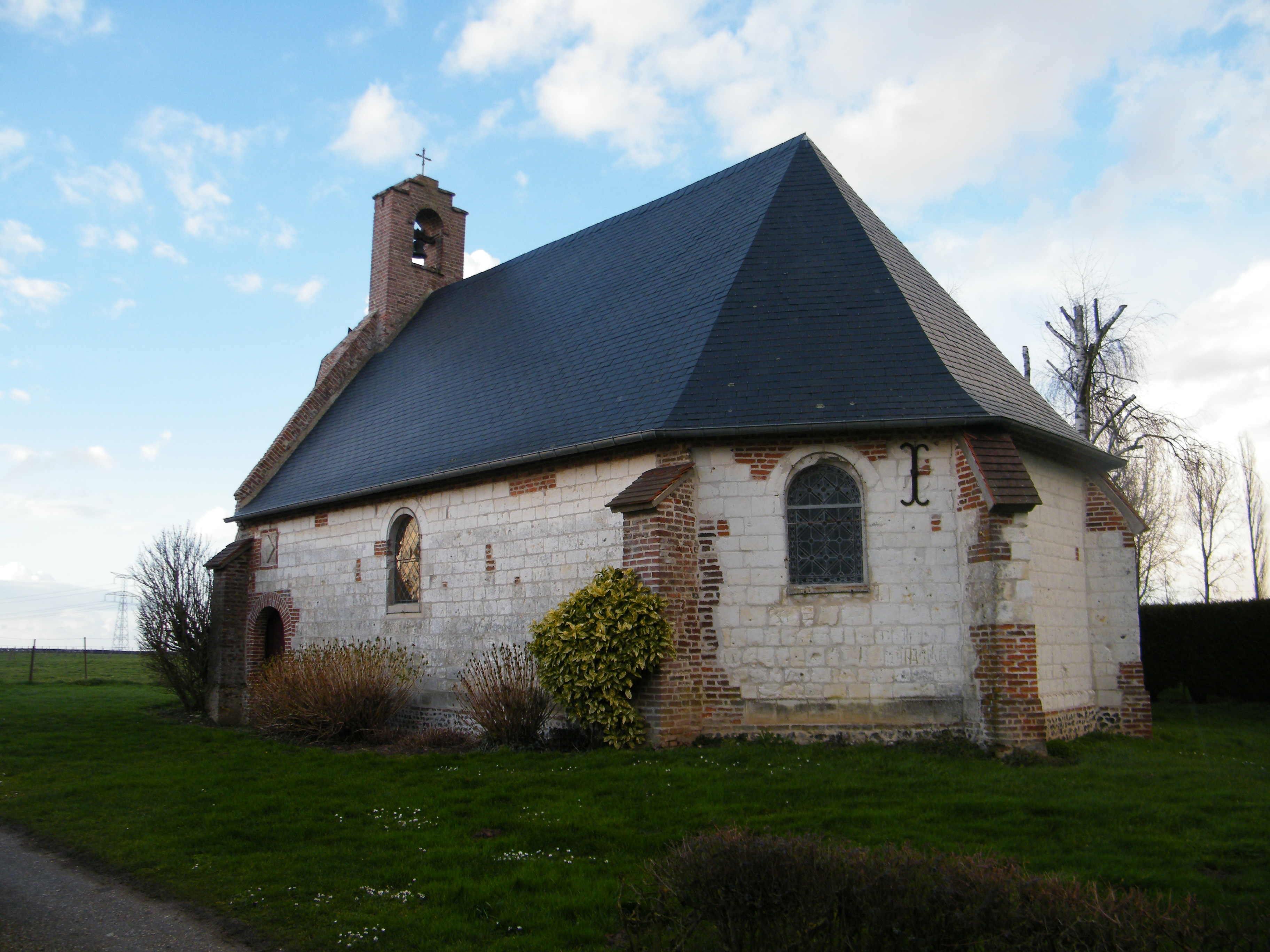
Kapelle in Hocquélus

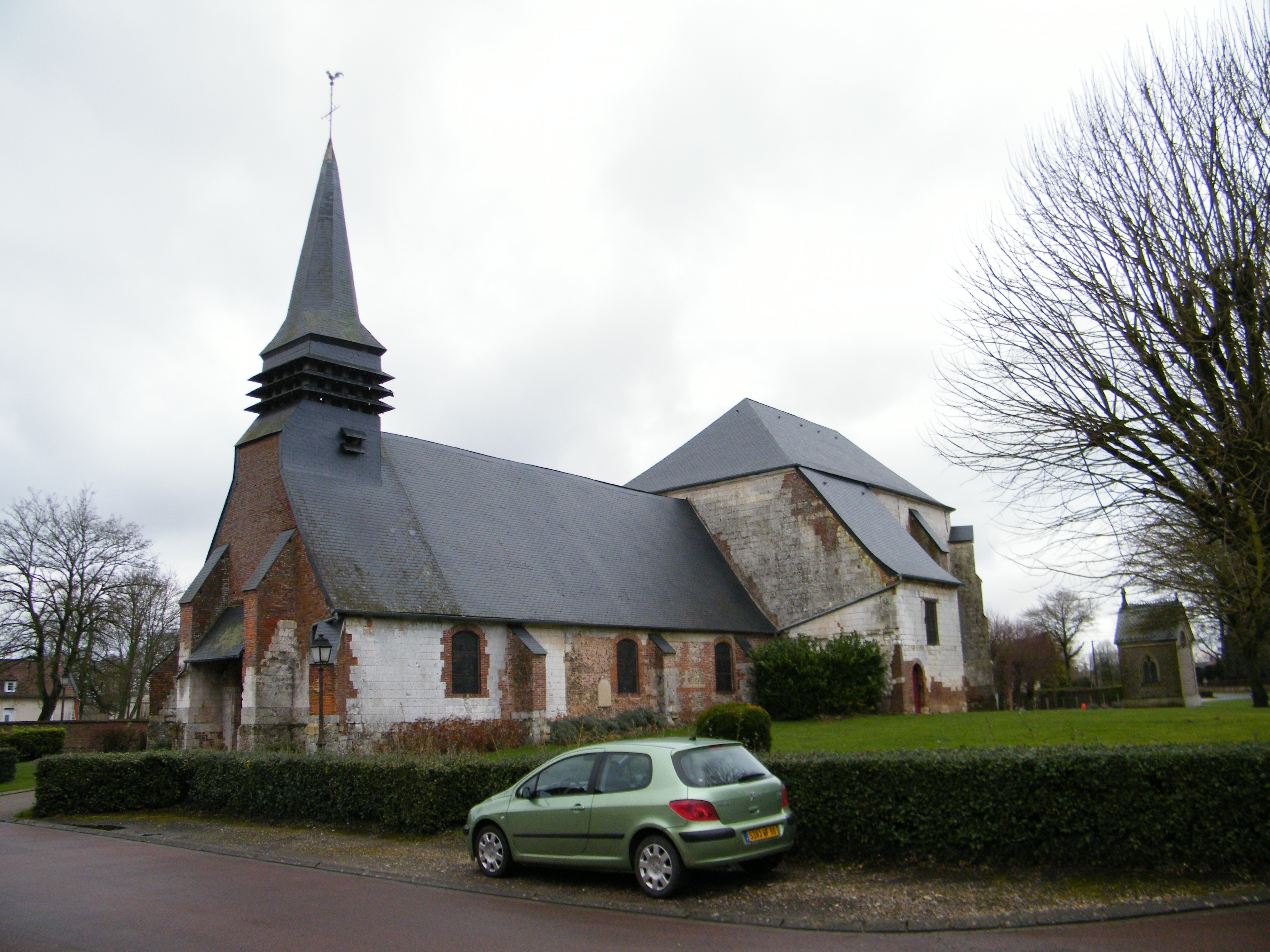
Kirche Saint-Martin

- Kirche Saint-Martin[1]
- Kapelle in Hocquélus
- Schloss in Aigneville
- Schloss in Courcelles